# 清沢村
清沢村（きよさわむら）は静岡県の中部、安倍郡に属していた村である。現在の静岡市葵区西部、藁科川中流域にあたる。

## 地理
- 河川：藁科川、清沢川

## 歴史

### 沿革
- 1889年（明治22年）4月1日 - 町村制の施行により、安倍郡昼居渡村、黒俣村、杉尾村、寺島村、坂本村、小島村、鍵穴村、赤沢村および相俣村の大部分の区域をもって発足。
- 1969年（昭和44年）1月1日 - 静岡市に編入。同日清沢村廃止。